# Ectoedemia ulmella
Ectoedemia ulmella là một loài bướm đêm thuộc họ Nepticulidae. Nó được tìm thấy ở Kentucky và Pennsylvania.

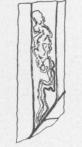
Lỗ do ấu trùng đục

Sải cánh dài 4–5 mm. Có hai lứa trưởng thành một năm. Ấu trùng trưởng thành được tìm thấy ở tháng 7 và in tháng 9.
Ấu trùng ăn Ulmus fulva và Ulmus thomasii. Chúng đục là cây chủ. 